# Port lotniczy Arnhem-Deelen
Port lotniczy Arnhem-Deelen (IATA: QAR, ICAO: EHDL) – wojskowy port lotniczy położony w Deelen koło Arnhem (Holandia).